# Takamichi Kobayashi
Takamichi Kobayashi (小林 高道 Kobayashi Takamichi?), född 3 januari 1979 i Niigata prefektur, är en japansk före detta fotbollsspelare.
Kobayashi började sin karriär 1997 i Albirex Niigata. Han avslutade karriären 2001.